# Маковчиці
Маковчиці (пол. Makowczyce, нім. Makowtschütz) — село в Польщі, у гміні Добродзень Олеського повіту Опольського воєводства.
Населення — 245 осіб (2011).
У 1975-1998 роках село належало до Ченстоховського воєводства.

## Демографія
Демографічна структура станом на 31 березня 2011 року:
|          | Загалом | Допрацездатний вік | Працездатний вік | Постпрацездатний вік |
| -------- | ------- | ------------------ | ---------------- | -------------------- |
| Чоловіки | 129     | 21                 | 90               | 18                   |
| Жінки    | 116     | 24                 | 66               | 26                   |
| Разом    | 245     | 45                 | 156              | 44                   |